# Mstislav Andreïevitch
Mstislav Andreïevitch (année de naissance inconnue — décédé le 28 mars 1173) est le fils d'André Ier Bogolioubski. 
En 1169, il dirige une expédition militaire contre le prince de Kiev Mstislav II de Kiev. La ville de Kiev est prise et incendiée.  
En 1170, il entreprend une expédition analogue contre Novgorod, qui se solde par une défaite (la bataille des Souzdaliens et des Novgorodiens ou le Miracle de la Mère de Dieu du Signe). En 1172 Mstislav commande les troupes de son père dans une expédition ensemble avec les forces alliées de Mourom et de Riazan contre le Khanat bulgare de la Volga.